# جورج غريفيث
جورج غريفيث (بالإنجليزية: George Griffith)‏ الاسم الكامل جورج شيتوين غريفيث جونز ولد سنة 1857 وهو أحد أشهر أدباء الخيال العلمي البريطانيين وقد تأثر بالعديد من رواد هذا المجال أمثال «شيزني» و«جول فيرن» وقد نشر رواياته في عدة مجالات مثل مجلة «بيرسون» وقد حققت رواياته شهرة كبيرة في المملكة المتحدة والولايات المتحدة الأمريكية وتوفي سنة 1906 .

## بعض أعماله
-رومانسية النجمة الذهبية سنة 1891
-قصة الكفاح من أجل بريطانيا سنة 1892
-ملاك الثورة سنة 1893
- "The Syren of the Ski"أو «أولغا رومانوف» سنة 1894
-الخارجين من الهواء سنة 1895
-Valdar the Oft-Born سنة 1895
-عذراء الشمس سنة 1898
-قرصان النقابة الكبير سنة 1899
-دنفر المضاعف سنة 1901
-شهر عسل في الفضاء سنة 1901
-الساحرة البيضاء للمايفير سنة 1902
-بحيرة من الذهب سنة 1903
-امرأة ضد العالم سنة 1903
-أساتذة العالم سنة 1903
-الغواصة المسروقة سنة 1904
-الآنسة المومياء سنة 1906
والعديد من المؤلفات الأخرى.

## وصلات خارجية
- جورج غريفيث  على قاعدة بيانات الخيال التأملي على الإنترنت